# Challenger de Madrid 2022
El torneo Open Comunidad de Madrid 2022 fue un torneo de tenis perteneció al ATP Challenger Tour 2022 en la categoría Challenger 80. Se trató de la 1.ª edición, el torneo tuvo lugar en la ciudad de Madrid (España), desde el 11 hasta el 17 de abril de 2022 sobre pista de tierra batida al aire libre.

## Jugadores participantes del cuadro de individuales
| Favorito | País                    | Jugador                 | Rank1 | Posición en el torneo |
| -------- | ----------------------- | ----------------------- | ----- | --------------------- |
| 1        | Bandera de España       | Roberto Carballés Baena | 79    | Semifinales           |
| 2        | Bandera de Brasil       | Thiago Monteiro         | 116   | Semifinales           |
| 3        | Bandera de España       | Feliciano López         | 118   | Primera ronda, retiro |
| 4        | Bandera de España       | Fernando Verdasco       | 120   | Segunda ronda         |
| 5        | Bandera de Alemania     | Mats Moraing            | 125   | Segunda ronda         |
| 6        | Bandera de Francia      | Lucas Pouille           | 135   | Cuartos de final      |
| 7        | Bandera de China Taipéi | Chun-hsin Tseng         | 140   | Baja                  |
| 8        | Bandera de Serbia       | Nikola Milojević        | 141   | Primera ronda         |
| 9        | Bandera de Australia    | Christopher O'Connell   | 153   | Cuartos de final      |

- 1 Se ha tomado en cuenta el ranking del 4 de abril de 2022.

### Otros participantes
Los siguientes jugadores recibieron una invitación (wild card), por lo tanto ingresan directamente al cuadro principal (WC):
- Roberto Carballés Baena
- Miguel Damas
- Lucas Pouille

Los siguientes jugadores ingresan al cuadro principal tras disputar el cuadro clasificatorio (Q):
- Raúl Brancaccio
- Oleksii Krutykh
- Johan Nikles
- Yshai Oliel
- Oriol Roca Batalla
- Pedro Sousa

## Campeones

### Individual Masculino
- Pedro Cachín derrotó en la final a  Marco Trungelliti, 6–3, 6–7(3), 6–3

### Dobles Masculino
- Adam Pavlásek /  Igor Zelenay derrotaron en la final a  Rafael Matos /  David Vega Hernández, 6–3, 3–6, [10–6]